# 丁序琨
丁序琨（？—1650年代），字曼器，南昌府豐城縣沙湖東城人，明朝、南明政治人物。

## 生平
丁序琨是歲貢丁夢陽的兒子，在崇禎三年（1630年）中舉人，十三年（1640年）賜特用出身，獲授兵部職方主事，南明時歷任刑部員外郎、臨安知府，任內執法公正清廉。
永曆元年（1647年）孫可望入據雲南，丁序琨與雷躍龍、馬兆羲、張重任、姜之璉、閃仲侗都被迫接受官職，他擔任其行營的戶部右侍郎，晉官尚書，到孫可望敗亡，他降任侍郎，不久去世。

## 引用
1. 1 2  錢海岳《南明史·卷五十七·列傳第三十三》：序琨，字曼器，豐城人。崇禎十三年特用。歷授職方主事，刑部員外郎，臨安知府，廉介執法。
2. ↑  同治《豐城縣志·卷十四·人物》：丁序琨，字曼器，沙湖東城人，夢陽子。領崇禎庚午鄉薦，庚辰特用，授兵部職方司主事。厯刑部員外郎，陞雲南臨安知府。居官廉介，執法不撓，卒於任。
3. ↑  錢海岳《南明史·卷五十七·列傳第三十三》：孫可望入雲南，（雷躍龍）與馬兆羲、丁序琨、張重任、姜之璉、閃仲侗皆逼受職。……可望除戶部右侍郎，晉尚書。可望敗，降侍郎。